# Briefmarken-Jahrgang 1932 der Deutschen Reichspost
Der Briefmarken-Jahrgang 1932 der Deutschen Reichspost umfasste sieben Sondermarken und neun Dauermarken. Die Serie der Dienstmarken wurde um zwei Werte ergänzt. Bei einigen Ausgaben gibt es keine verlässlichen Angaben zur Auflagenhöhe.

## Liste der Ausgaben und Motive
Legende
- Bild: Eine bearbeitete Abbildung der genannten Marke. Das Verhältnis der Größe der Briefmarken zueinander ist in diesem Artikel annähernd maßstabsgerecht dargestellt. Sollten keine Marken abgebildet sein, liegt es daran, dass das Urheberrecht des Künstlers noch nicht erloschen ist.
- Beschreibung: Eine Kurzbeschreibung des Motivs und/oder des Ausgabegrundes. Bei ausgegebenen Serien oder Blocks werden die zusammengehörigen Beschreibungen mit einer Markierung versehen eingerückt.
- Wert: Der Frankaturwert der einzelnen Marke in Pfennig. Ein „+“ bedeutet, dass es sich um eine Zuschlagsmarke handelt (= Frankaturwert + Spende).
- Ausgabedatum: Das Datum des erstmaligen Verkaufs dieser Briefmarke.
- Gültig bis: Das Datum, an dem die Gültigkeit endete.
- Auflage: Soweit bekannt, wird hier die zum Verkauf angebotene Anzahl dieser Ausgabe angegeben.
- Entwurf: Soweit bekannt, wird hier angegeben, von wem der Entwurf dieser Marke stammt.
- Mi.-Nr.: Diese Briefmarke wird im Michel-Katalog unter der entsprechenden Nummer gelistet.

| Sondermarken | |                  |                       |                   |           |            |       |
| Bild         | Beschreibung | Werte in Pfennig | Ausgabe- datum (1932) | gültig bis        | Auflage   | Entwurf    | MiNr. |
|              | Nothilfe Bauwerke - Dresdner Zwinger.                                                                                   | 6+4              | 2. Februar            | 31. August 1932   | 676.019   | unbekannt  | 463   |
|              | - Breslauer Rathaus | 12+3             | 2. Februar            | 31. August 1932   | 744.477   | unbekannt  | 464   |
|              | Nothilfe Burgen und Schlösser - Wartburg                                                                                | 4+2              | 1. November           | 30. Juni 1933     | 2.709.027 | unbekannt  | 474   |
|              | - Schloss Stolzenfels                                                                                                   | 6+4              | 1. November           | 30. Juni 1933     | 3.305.032 | unbekannt  | 475   |
|              | - Nürnberger Burg | 12+3             | 1. November           | 30. Juni 1933     | 4.798.610 | unbekannt  | 476   |
|              | - Schloss Lichtenstein                                                                                                  | 25+10            | 1. November           | 30. Juni 1933     | 468.886   | unbekannt  | 477   |
|              | - Schloss Marburg | 40+40            | 1. November           | 30. Juni 1933     | 203.175   | unbekannt  | 478   |
| Dauermarken  | |                  |                       |                   |           |            |       |
| Bild         | Beschreibung | Werte in Pfennig | Ausgabe- datum (1932) | gültig bis        | Auflage   | Entwurf    | MiNr. |
|              | Ergänzungswerte zur Dauermarkenserie Reichspräsidenten - Friedrich Ebert                                                | 6                | Januar                | 30. Juni 1934     |           |            | 465   |
|              | - Paul von Hindenburg                                                                                                   | 12               | Januar                | 31. Dezember 1935 |           |            | 466   |
|              | Hindenburg-Medaillon I Porträt Paul von Hindenburgs, Wasserzeichen 2 Waffeln                                            | 4                | 1. Oktober            | Mai 1945          |           | Karl Goetz | 467   |
|              | | 5                | 1. Oktober            | Mai 1945          |           | Karl Goetz | 468   |
|              | | 12               | 1. Oktober            | Mai 1945          |           | Karl Goetz | 469   |
|              | | 15               | 1. Oktober            | Mai 1945          |           | Karl Goetz | 470   |
|              | | 25               | 1. Oktober            | Mai 1945          |           | Karl Goetz | 471   |
|              | | 40               | 1. Oktober            | Mai 1945          |           | Karl Goetz | 472   |
|              | | 50               | 1. Oktober            | Mai 1945          |           | Karl Goetz | 473   |
| Dienstmarken | |                  |                       |                   |           |            |       |
| Bild         | Beschreibung | Werte in Pfennig | Ausgabe- datum (1932) | gültig bis        | Auflage   | Entwurf    | MiNr. |
|              | Dienstmarken (Ergänzungswerte zur Ausgabe von 1927) - Wertziffer auf sogenanntem “Strohhut- oder auch Korbdeckelmuster” | 6                | 1932                  | 31. Dezember 1936 |           |            | 128   |
|              | - Wertziffer auf sogenanntem “Strohhut- oder auch Korbdeckelmuster”                                                     | 12               | 1932                  | 31. Dezember 1936 |           | 129        |       |